# ناحیه لودا، شهرستان ایروکوی، ایلینوی
ناحیه لودا (به انگلیسی: Loda Township) یک منطقهٔ مسکونی در ایالات متحده آمریکا است که در شهرستان ایروکوی، ایلینوی واقع شده‌است. ناحیه لودا ۲۲۵ متر بالاتر از سطح دریا واقع شده‌است.